# پاول ابوت
پاول ابوت (انگلیسی: Pawel Abbott؛ زادهٔ ۵ مهٔ ۱۹۸۲) بازیکن فوتبال اهل لهستان است.
از باشگاه‌هایی که در آن بازی کرده‌است می‌توان به باشگاه فوتبال هادرزفیلد تاون، باشگاه فوتبال چارلتون اتلتیک، باشگاه فوتبال روخ خوژوف، باشگاه فوتبال اولدهام اتلتیک، باشگاه فوتبال بری، باشگاه فوتبال پرستون نورث اند، باشگاه فوتبال زاویشا بیدگوشچ، و باشگاه فوتبال سوانزی سیتی اشاره کرد.
وی همچنین در تیم ملی فوتبال زیر ۲۱ سال لهستان بازی کرده‌است.